# Баронин, Всеволод Вячеславович
Всеволод Вячеславович Баро́нин (род. 27 марта 1963, Солнечногорск, Московская область, СССР) — российский журналист и музыкальный обозреватель, радиоведущий, колумнист.

## Биография
Родился 27 марта 1963 года в Солнечногорске Московской области. С 1965 года проживает в Зеленограде.
В 1986 году окончил факультет электронного машиностроения Московского института электронной техники (МИЭТ) по специальности «Вакуумная техника электрофизических установок». С 1986 по 1993 года работал инженером-конструктором в НИИ точного машиностроения.
С юности увлекается рок-музыкой, посещает множество концертов. По его словам, желание написать первую рецензию возникло у него 17 октября 1981 года после посещения концерта группы «Автограф». С тех пор Всеволод посетил более 30 концертов группы, написал десятки материалов о ней. Всеволод Баронин является официальным биографом группы «Автограф».
Журналистикой занимается с 1983 года, печатается с 1991 года. В это же время он начинает свою деятельность как менеджер и пресс-атташе нескольких отечественных групп: «Полигон» (1987—1991) и «Валькирия» (1989—1992); в 1988—1993 годах выступил автором ряда англоязычных текстов для рок-групп «Полигон», «Кайман» и «Новый Завет». Имеет множество публикаций в не менее чем 28 периодических печатных изданиях.
С ноября 1991 по декабрь 1997 года автор и ведущий еженедельной программы «Рок-интенсив» в цикле «Четыре четверти» на Радио России. В октябре 1997 — феврале 1998 гг. автор и ведущий еженедельной программы «Променад» на московской радиостанции «Радио МВ».
В 1997—2001 годах являлся штатным сотрудником еженедельного приложения «Джокер-МК» газеты «Московский комсомолец», затем (2001—2011) редактор еженедельной газеты «Легионер Weekly» дистрибьюторского центра «Пурпурный Легион».
С 1997 года — российский пресс-атташе датской рок-группы Royal Hunt. В 1995—1997 годах активно сотрудничал с фирмой грамзаписи «Союз» и информационными агентствами «Турне» и «InterMedia». В 2000—2002 гг. готовил ряд пресс-релизов для концертных агентств GOST Music International, T.C.I. и ROXX Music, фирм грамзаписи Moroz Records, Metalism Records и Sublimity Records.
С 1999 года является активным участником веб-проекта Total Metal Net, посвящённого тяжёлой музыке.
С 2001 по 2008 год был постоянным автором журнала Play.
С ноября 2012 по август 2014 года Всеволод Баронин — менеджер по артистам и репертуару московского музыкального издательства MiruMir. С октября 2014 по май 2015 года — заместитель главного редактора журнала «Music Box».
В 2017—2018 годах публиковался в «ТАСС».
У Всеволода Баронина более 4 410 печатных публикаций в различных изданиях, около сотни интервью с иностранными артистами и благодарности на десятках альбомах отечественных и зарубежных рок-исполнителей.